# جاك آرشامبو
جاك آرشامبو هو سياسي كندي، ولد في 15 سبتمبر 1765، وتوفي في 31 ديسمبر 1851.